# Desa Citamiang (administrativ by i Indonesien, lat -6,87, long 106,89)
Desa Citamiang är en administrativ by i Indonesien.   Den ligger i provinsen Jawa Barat, i den västra delen av landet, 70 km söder om huvudstaden Jakarta.